# Life Is But A Dream…
Life Is But A Dream… – ósmy album studyjny zespołu Avenged Sevenfold, wydany 2 czerwca 2023 roku.
Płyta zaczęła powstawać w 2019 roku, a po 2 latach wokalista, M. Shadows, poinformował, że prace już się kończą.

## Lista utworów
1. "Game Over" – 3:46
2. "Mattel" - 5:30
3. "Nobody" - 5:53
4. "We Love You" - 6:15
5. "Cosmic" - 7:31
6. "Beautiful Morning" - 6:32
7. "Easier" - 3:37
8. "G" - 3:37
9. "(O)rdinary" - 2:52
10. "(D)eath" - 3:19
11. "Life Is But A Dream…" - 4:29[3]